# 2013 YP139
 2013 YP139 هو كويكب قريب من الأرض اكتشف على مسافة 0.235 وحدة فلكية من الأرض، ويبلغ عرضه نحو 0.64 كيلومتر، وهو يتحرك بمسار يتجه مباشرة إلى الأرض، وهو يبعد حاليًا أي في يناير 2014 قرابة 43 مليون كيلو متر (27 مليون ميل)، ويتوقع أن يقترب إلى 490,000 كيلومتر (300,000 ميل) من الأرض ولكن ليس أقل من 100 عام قادمة ،